# Kościół Świętego Brata Alberta Chmielowskiego w Gdańsku
Kościół św. Brata Alberta Chmielowskiego w Gdańsku – rzymskokatolicki kościół parafialny znajdujący się w Gdańsku w dzielnicy Kokoszki. Wchodzi w skład dekanatu Gdańsk - Siedlce należącego do archidiecezji gdańskiej.

## Historia
- 1 stycznia 1985 - Erygowano parafię.
- 1986-1987 - wybudowano dom parafialny, wraz z tymczasową kaplicą.
- 10 kwietnia 1988 - poświęcono kaplicę.
- 2000 - rozpoczęcie budowy kościoła.[1]
- 2006 - poświęcono dzwon Brat Albert, odlany w Taciszowie[2].
- 2010 - nieukończony kościół oddano do użytku wiernym.
- 2011 - odlano do kościoła drugi dzwon Jan Paweł II.
- 2015 - odlano ostatni z trzech dzwonów o imieniu Maryja.